# Felipe de Silva

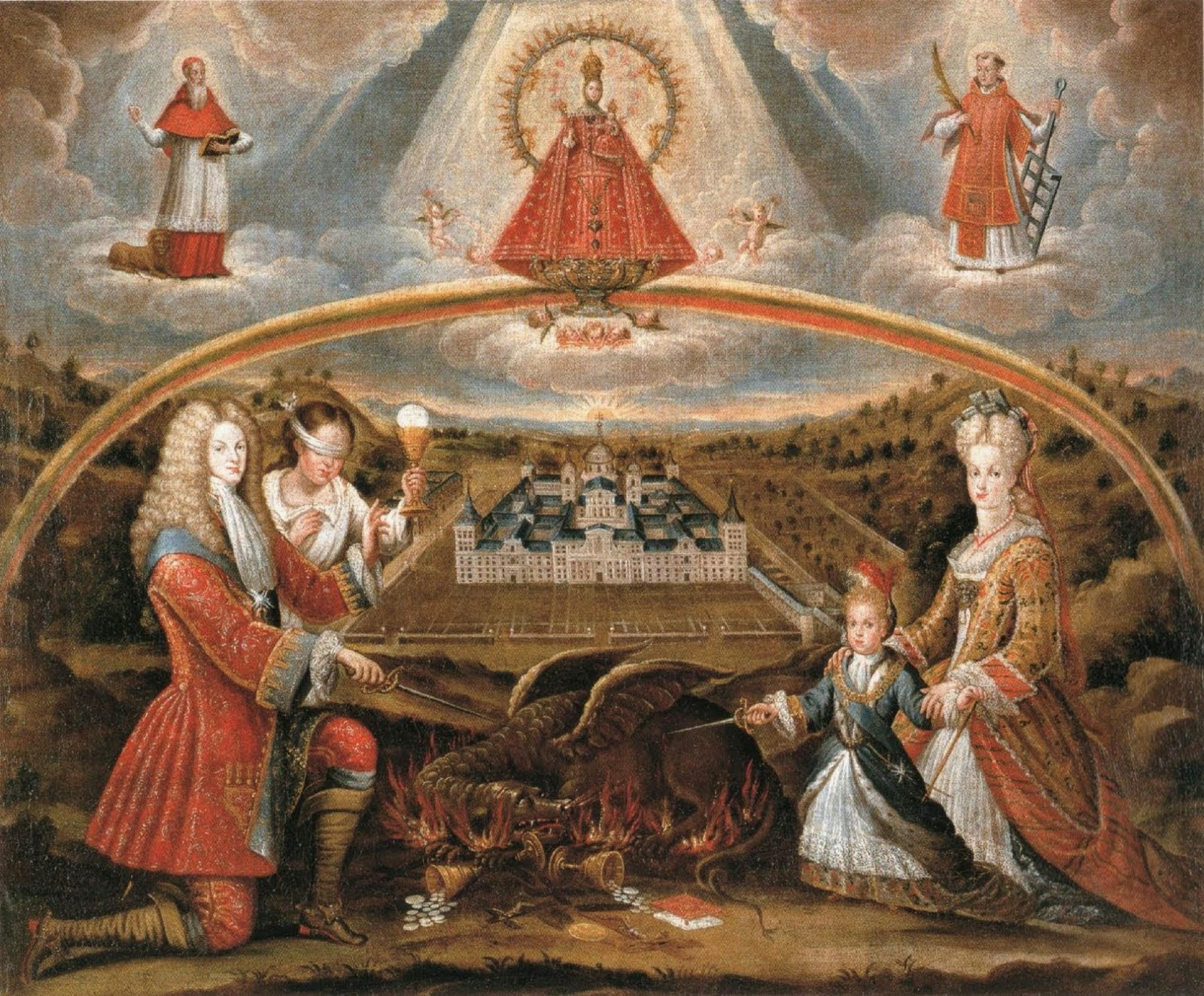
Felipe V defensor de la Fe frente a la Herejía o Alegoría de Felipe V y su familia combatiendo a la Herejía, Patrimonio Nacional, Palacio Real de Aranjuez.

Felipe de Silva (c. 1653-después de 1712) fue un pintor barroco español, teniente de conserje del Real Monasterio de San Lorenzo de El Escorial.
Hijo del también pintor y teniente de conserje de El Escorial Diego de Silva, copista de Tiziano, debió de nacer posiblemente en El Escorial y hacia 1653, pues en un documento de tasación de 1689 declaraba tener unos 35 años. En febrero de 1670, residente en Madrid, firmó como testigo en el concierto de aprendizaje suscrito por Antonio Guerrero con Alonso del Arco, de quien pudiera ser aprendiz.
De 1677 a 1682 se le documenta en Madrid como tasador de diversas colecciones de pintura y en 1690, a la muerte de su padre, heredó la plaza de teniente de conserje según se desprende de algunos memoriales no fechados en los que demandaba ayudas económicas alegando los servicios prestados a la corona y que tenía diez hijos pequeños a los que mantener. A la muerte de Carlos II se encargó del inventario y tasación de sus pinturas en El Escorial. No se tienen más noticias hasta 1712 cuando pintó por encargo de los monjes jerónimos a Felipe V defensor de la Fe frente a la Herejía en conmemoración de la batalla de Villaviciosa. Del cuadro existen dos versiones con ligeras variantes, una conservada en el propio monasterio de El Escorial y la segunda en el Palacio Real de Aranjuez. Más que por su técnica seca, son obras interesantes por su iconografía: retratos de los reyes y del príncipe Luis niño dando muerte al dragón de la herejía en presencia de una alegoría de la Fe y ante una vista del monasterio derivada de los diseños de Juan de Herrera grabados por Pedro Perret. Suyos pueden ser también los retratos, datados hacia 1708, de Felipe V y de su primera esposa María Luisa Gabriela de Saboya conservados en el monasterio, con iguales modelos y características semejantes.